# Cinco de Marzo
Cinco de Marzo är en ort i Mexiko.   Den ligger i kommunen Villa Comaltitlán och delstaten Chiapas, i den sydöstra delen av landet, 800 km sydost om huvudstaden Mexico City. Cinco de Marzo ligger 435 meter över havet och antalet invånare är 124.
Terrängen runt Cinco de Marzo är kuperad söderut, men norrut är den bergig. Runt Cinco de Marzo är det ganska tätbefolkat, med 62 invånare per kvadratkilometer. Närmaste större samhälle är Escuintla, 10,0 km väster om Cinco de Marzo. Omgivningarna runt Cinco de Marzo är en mosaik av jordbruksmark och naturlig växtlighet.